# Portrait équestre de Madame de Saint-Baslemont
Le Portrait équestre de Madame de Saint-Baslemont est une peinture à l'huile réalisée en 1646 par Claude Deruet appartenant au Palais des ducs de Lorraine-Musée lorrain de Nancy et aujourd'hui présentée au Musée des Beaux-Arts de Nancy. Elle représente Alberte-Barbe de Saint-Baslemont.

## Historique
Par son mariage avec Jean-Jacques de Haraucourt, seigneur de Saint-Baslemont, en 1624, Alberte-Barbe d’Ernécourt devient Madame de Saint-Baslemont. Dotée d’une forte personnalité, elle affirme ses idées sans crainte, ce que ses contemporains s’accordent tous à reconnaitre. Aux côtés de son époux, la Dame de Saint-Baslemont se perfectionne en équitation et s’initie aussi au maniement des armes. C’est d’ailleurs ce dernier qui lui enjoint d'embrasser le vestiaire masculin, qu’elle adopte quotidiennement à compter du 1er mai 1636 lorsque son époux est fait prisonnier, afin de défendre leurs terres. Elle coupe ses cheveux et revêt un buffletin, un pourpoint en peau que l’on porte à la chasse ou à la guerre aux XVIe siècle et au XVIIe siècle.
Portraitiste affectionné par les aristocrates de son temps tels que Gaston d’Orléans (1608-1660), Claude Déruet décline à loisir ses thématiques de prédilections, selon certaines modulations décoratives, dans diverses reprises. Le Portrait équestre de Madame de Saint-Baslemont s’inscrit dans la filiation d’un portrait de moindre format, intitulé Portrait équestre d’Alberte-Barbe d’Ernécourt, daté entre 1630 et 1640 et conservé au Musée Carnavalet depuis son don par Mademoiselle Goldberger en 1909.
Ce portrait de grand format est offert à la reine mère, Anne d’Autriche (1601-1666). L’œuvre est achetée au Juvénat des Frères Maristes à Aulnois-sur-Seille, et intègre les collections du Musée des Beaux-arts de Nancy en 1952. 

## Description
Une muse de la religion, des armes et des lettres

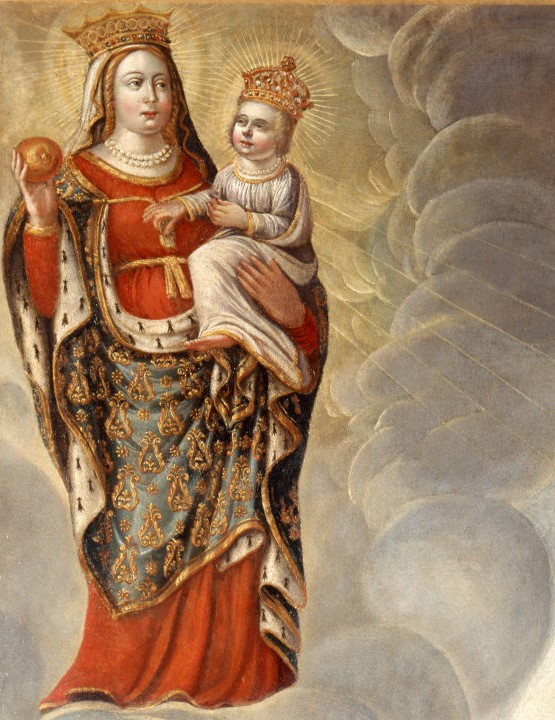
Notre-Dame-de-Benoite-Vaux - Portrait équestre de Madame de Saint-Baslemont (Détail)

Cette huile sur toile relate les hauts faits militaires d’Alberte-Barbe d’Ernécourt, née le 14 mai 1607 et décédée le 22 mai 1660, lors de la Guerre de Trente Ans qui ravage l’Europe, et notamment la Lorraine, entre le 23 mai 1618 et le 24 octobre 1648. Celle que son biographe, le Père de Vernon, qualifiait "d'Amazone chrétienne" peu après sa mort, pose ici altière, en pleine maitrise de sa monture, accordant un regard fier au spectateur. Excellente cavalière grâce à l’éducation prodiguée par sa tante jusqu’à ses quatorze ans, elle chevauche un cheval qui se cabre sur un dais de velours rouge. A ses sabots, le sol est jonché d’un heaume, d’une armure masculine, de diverses armes (lances, poignard), ainsi que d’une trompette, instrument annonciateur de la victoire dans la musique baroque des XVIIe et XVIIIe siècles.  
En partie basse de la toile, le second plan déploie un paysage vallonné et luxuriant, dans lequel prend place son château de Neuville-en-Verdunois, situé en Lorraine, dans le département de la Meuse. Non contente d’y vivre, Madame de Saint-Baslemont, fervente chrétienne, en fait également le refuge, entre 1638 et 1641, d’une statue de la Vierge dédiée au sanctuaire de Notre-Dame-de-Benoite-Vaux, auquel elle était attachée. L’écuyère y est représentée vingt fois: aux côtés d’une milice et d’une armée composées de ses paysans et de cavaliers, tous formés par ses soins aux techniques militaires que lui avait transmises son père Simon d’Ernécourt, elle y combat les pilleurs et les exacteurs qui meurtrissent les terres lorraines. Madame de Saint-Baslemont apparait ainsi parmi sept cents figurants, conduisant les armées, déjouant les embuscades, portant secours aux paysans, aux femmes et aux enfants, premières victimes du conflit. Ecrivaine de talent et musicienne accomplie, Alberte-Barbe d’Ernécourt apparait également dans l’animation d’une académie littéraire et musicale composée de femmes, au cours des années précédant la guerre.

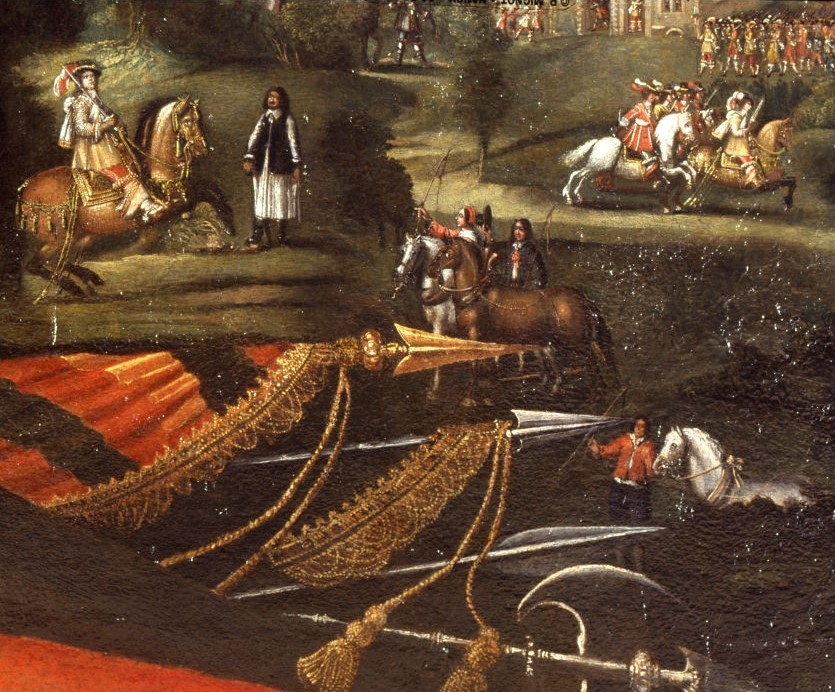
Portrait équestre de Madame de Saint-Baslemont (détail)

Le tableau est orné, en partie supérieure, de nuées dans lesquelles apparaissent, de gauche à droite, une Vierge à l’Enfant représentant Notre-Dame-de-Benoite-Vaux, tous deux auréolés et couronnés. Au centre des nuages, trois angelots tendent vers l’Amazone chrétienne un livre traduisant l’érudition littéraire et musicale de celle qui écrivait des tragédies religieuses, une couronne de fleurs, symbole de piété mariale, et une couronne de laurier qui évoque la victoire de cette dernière sur les troupes suédoises et croates. Enfin, à droite, une Victoire proclame au son des trompettes la gloire militaire de la Dame de Saint-Baslemont.  
Une figure emblématique du travestissement féminin sous l’Ancien Régime
Le modèle revêt un vêtement d’apparat masculin: porté sur une chemise au col orné de rabats dentelés, le pourpoint à longues basques est confectionné dans une étoffe d’or, à col montant comme les pourpoints de la période. La tenue se complète d’un haut-de-chausses rouges flottant en pantalon, et d’une paire de bottes lazarines, courtes et évasées, taillées dans un cuir souple et clair. Les bottes, issues du vestiaire militaire et des tenues de chasse, se généralisent aux garde-robes civiles dans les années 1630. Autre symbole militaire, les pans de l’écharpe blanche nouée dans le dos semble tomber à la manière des capes à la Balagny, portée sur une seule épaule. Autre accessoire du vestiaire masculin: un chapeau en feutre ou en castor, dont la présence en Europe est permise par le commerce particulièrement onéreux qu’en fait le Canada. A l’instar du couvre-chef que porte ici Madame de Saint-Baslemont, ces chapeaux sont noirs ou gris, et leur principale coquetterie réside dans le cordon. Le chapeau comporte un panache, ensemble de six ou sept plumes qui peuvent être frisées ou teintes, ici en rouge et blanc. La surcharge baroque, décelable dans la richesse et la variété des matériaux comme les plumes ou la dentelle, caractérise le vêtement dans les premières années du règne personnel de Louis XIV, rompant avec l’Edit somptuaire de 1633 en vigueur sous le règne de Louis XIII, qui encourageait alors une mode sobre, faite de tissus unis et sans dentelles. Bien que sévèrement sanctionné, car jugé anticonformiste, contrenature et à l’encontre de la morale chrétienne, le travestissement constitue sous l’Ancien Régime un moyen d’émancipation pour les femmes. Rejoindre les corps d’armée sous une fausse identité permet notamment à ces femmes de fuir leur condition. Ainsi travesties, elles alimentent de nombreux écrits relatant leur quotidien passé dans les vêtements d’un homme. Dans la sphère aristocratique, le travestissement prend des allures de mode grâce aux chasses royales, auxquelles la gent féminine est invitée dès la seconde moitié du XVIIe siècle, à l’image de la Princesse Palatine, épouse de Philippe d’Orléans. A l’ère d’une littérature précieuse appréciée par la noblesse, le travestissement est davantage toléré car considéré comme un jeu. 

## Analyse

### Un portrait inscrit dans l’art de Claude Déruet

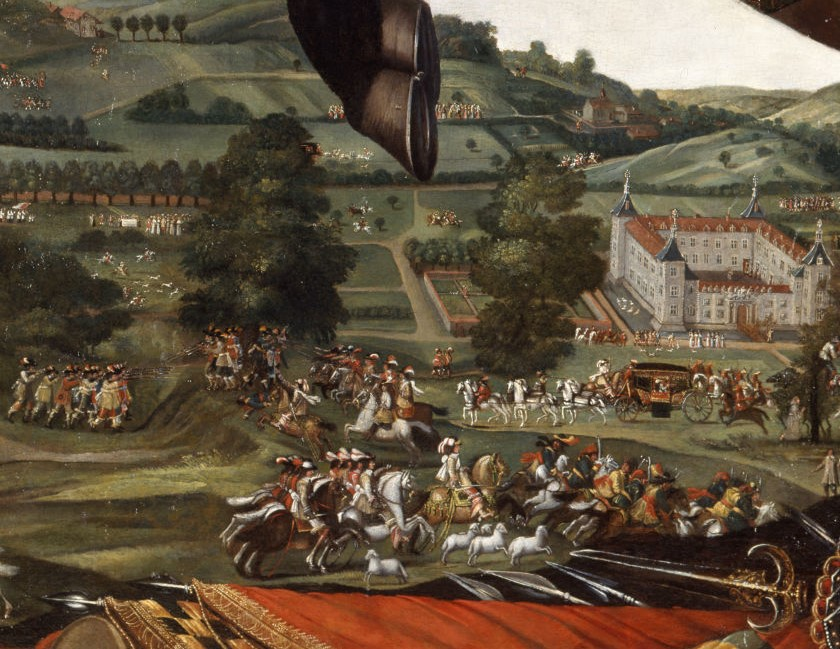
Portrait équestre de Madame de Saint-Baslemont (détail)

Le thème de l’Amazone chrétienne répond au goût de l’Amazone présente dans la littérature romanesque précieuse, que les cours européennes du XVIIe siècle goûtent alors avec passion. De leurs aventures, Déruet dresse le récit dans des compositions vives, rythmées d’épisodes belligérants ou pacifiques, et des palettes chatoyantes, en résonance directe avec le goût de ses prestigieux commanditaires. Les cavaliers et les amazones peuplent l’ensemble de son œuvre, au gré de scènes de batailles ou de chasses galantes popularisées, entre autres sources écrites, par L’Arioste. Etudiant de Jacques Bellange et formé à Rome, Claude Déruet retient de l’Italie le goût des grandes compositions développant des paysages foisonnants et épais, qu’il a fréquentées à la Galerie Borghèse. De George Lallemant ou de Claude Vignon, il retient la vivacité des couleurs et l’élégance figurative, qui se manifeste notamment dans le soin apporté aux costumes et aux détails de la selle du cheval, permis entre autres par la technique de la peinture à l’huile sur toile.[réf. nécessaire]

### Une œuvre à l’épreuve du pluralisme dans les genres picturaux
Le portrait répond aux codes du portrait équestre en majesté. La Dame de Saint-Baslemont y est peinte au premier plan en effigie imposante, dans des dimensions échappant à réalité formelle du paysage et des hordes qu’elle surplombe. Dans un XVIIe siècle où le triomphe au combat constitue l’apanage de la gent masculine, le costume d’apparat militaire ainsi que la monture à califourchon plutôt qu’en amazone procèdent des vertus guerrières qu’illustre ici Claude Déruet dans ce portrait de grand format. Attribut d’autorité et de commandement, le cheval n’a cependant été pendant longtemps qu’un piédestal aux figures de dignitaires, qui y posent dans tout l’éclat de leur gloire. Le hiératisme empreint de noblesse dans l’attitude de l’animal est un héritage de la statuaire antique.[réf. nécessaire]
Au-delà d’un portrait équestre, c’est aussi un portrait psychologique que livre Déruet en accordant une attention toute particulière au regard assuré de son modèle. En fardant son visage de maquillage, seule marque de féminité sur cette représentation, il s’emploie à masquer les traces de petite vérole qui avaient considérablement altéré sa physionomie et qui, selon Madame de Saint-Baslemont elle-même, la faisait ressembler à un homme. Cette acuité psychologique est renforcée par les représentations détaillées des actions militaires, littéraires et religieuses où la présence du modèle est multipliée. Par le choix de la simultanéité et d’un savant jeu spatio-temporel permettant de reconstituer les bienfaits et les prouesses d’Alberte-Barbe d’Ernécourt, le peintre réunit différents épisodes à la manière d’une prédelle sous un tableau d’autel ou un retable. Par ce procédé emprunté à la peinture d’Histoire religieuse, il tend à glorifier la vie et le destin de celle qui s’était engagée aux côtés de la France et qui sut protéger sa terre des attaques extérieures tandis que son époux combattait aux côtés du Duc Charles IV de Lorraine. Investissant le vocabulaire de l’allégorie, Claude Déruet offre donc un tableau synthétique et symbolique, un résumé de ses actions et de ses vertus, dans lequel il chante les louanges de celle dont il immortalise les traits.[réf. nécessaire]
De plus, les troupes de soldats et de milices qui jalonnent ce paysage lorrain verdoyant ne sont pas sans exprimer une dette de l’œuvre au genre de la peinture de bataille qui s’épanouit à partir du XVIIe siècle selon des schémas de représentations et des répertoires figuratifs précis.

## Expositions
- Amazones et cavaliers. Hommage à Claude Déruet, Nancy, musée des Beaux-arts, 20 juin 2008 - 21 septembre 2008
- La Lorraine pour horizon. La France et les duchés, de René II à Stanislas. Nancy, Palais des ducs de Lorraine - Musée lorrain, 18 juin 2016 - 31 décembre 2016
- Autour de La Femme à la puce de Georges de La Tour. Nancy, musée des Beaux-Arts, 2 avril 2018 - 3 septembre 2018